# Trichodocus rufus
Trichodocus rufus är en skalbaggsart som beskrevs av Stefan von Breuning 1939. Trichodocus rufus ingår i släktet Trichodocus och familjen långhorningar. Inga underarter finns listade i Catalogue of Life.